# (6443) Harpalión
(6443) Harpalión es un asteroide que forma parte de los asteroides troyanos de Júpiter, descubierto el 14 de septiembre de 1988 por Schelte John Bus desde el Observatorio Interamericano del Cerro Tololo, La Serena, Chile.

## Designación y nombre
Designado provisionalmente como 1988 RH12. Fue nombrado por Harpalión, quien era el hijo del rey Pilémenes cuya lanza fue desviada por el escudo de Menelao. Al retirarse, fue asesinado por una flecha con punta de bronce disparada por Meríones.

## Características orbitales
Harpalión está situado a una distancia media del Sol de 5,236 ua, pudiendo alejarse hasta 5,901 ua y acercarse hasta 4,571 ua. Su excentricidad es 0,127 y la inclinación orbital 9,502 grados. Emplea 4376,48 días en completar una órbita alrededor del Sol.

## Características físicas
La magnitud absoluta de Harpalión es 12,29. 